# 皮厄里得斯
皮厄里得斯（古希腊语：Πιεριδες、拉丁语：Pierides）又译作庇厄里亚姑娘，是希腊神话中登场的9位少女的总称，同时也是9位文艺女神—缪斯的别名。由于缪斯女神们出生于庇厄利亚地区，所以她们同样也可以被称为皮厄里得斯。

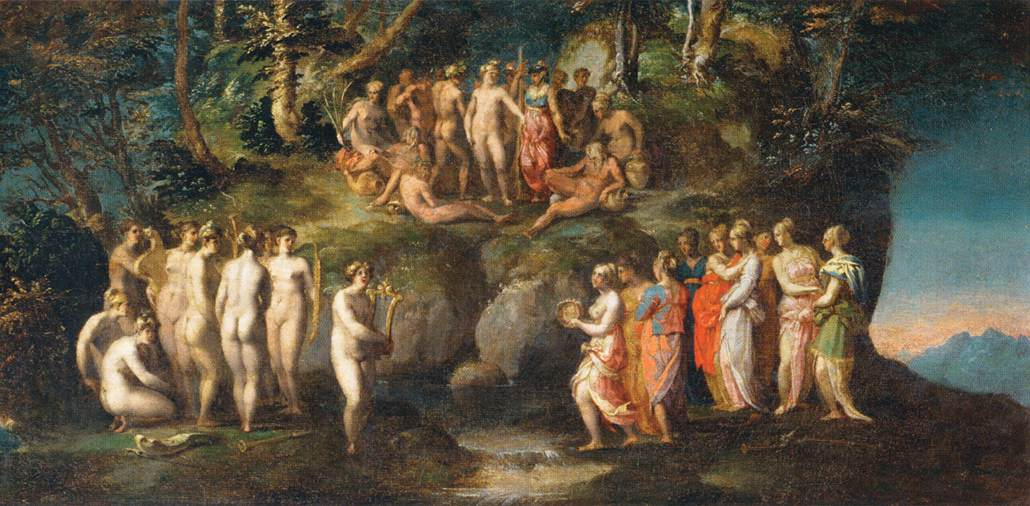
《皮厄里得斯的竞赛》（The Contest of the Pierides、罗素·菲伦蒂诺/画）
画中描述傲慢的皮厄里得斯九姐妹正在向缪斯九姐妹发起挑战，由山林仙女们来担当裁判。

奥维德的神话史诗《变形记》卷五中记载，皮厄里得斯是座落在庇厄利亚地区的佩拉城（Pella）的富豪或王—皮厄鲁斯（Pierus）和派俄尼亚（Paeonian）的厄維佩（Euippe）所生的9个女儿。皮厄里得斯这个名称的意思为“皮厄鲁斯的女儿们”。厄維佩因难产，在经历了9次痛苦的分娩后才顺利生下9个女儿。这九姐妹非常愚蠢，她们就因为“九”是个大数而骄傲自满。她们在游遍了海摩尼亚（Haemonia）和阿凱亚（Achaia）的许多城市后，去到了缪斯女神们居住的赫利孔山上，向缪斯发起竞赛唱歌的挑战。声称无论是人数、歌声还是技艺都不会比缪斯差，如果缪斯输了，就让缪斯把墨杜萨的泉水（Hippocrene
）和座落在玻俄提亚（Boeotian）的阿伽尼珀泉（Aganippe）都让给她们；如果她们自己输了，就把厄玛提亚（Emathian）一直到帕俄尼亚（Paeonia）雪山的一片平原都让给缪斯。随后她们让山林仙女们来做裁判。

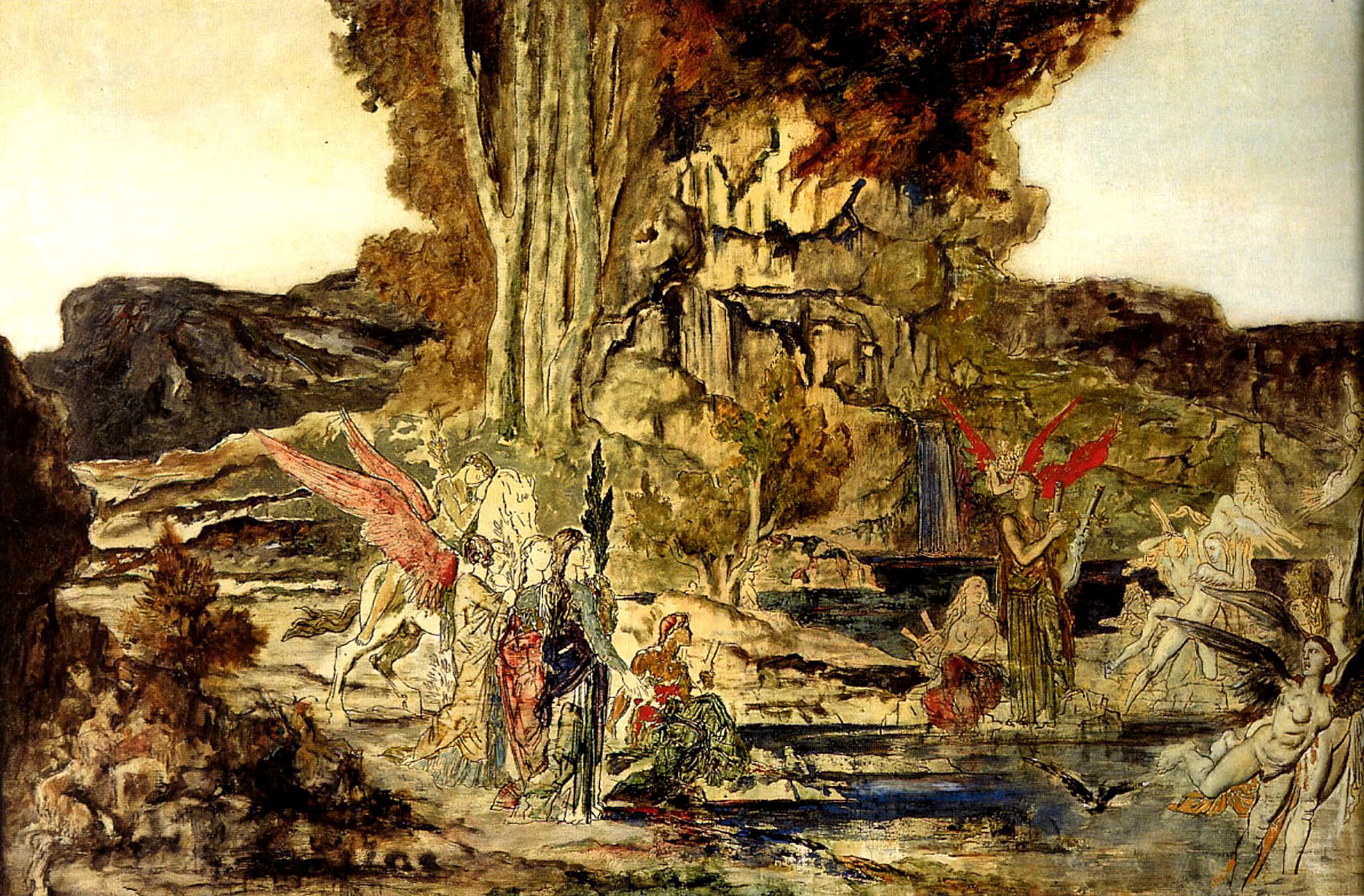
《皮厄里得斯》（The Pierides、居斯塔夫·莫罗/画、1886-1889）
画中描述比赛落败的皮厄里得斯被缪斯变成了喜鹊。

作为挑战者的皮厄里得斯九姐妹首先合唱了一首关于天神和巨人之间战斗的歌，她们的歌主要是赞扬巨人，从而贬低了众神。缪斯女神中则推选出了主司史诗的长姐—卡利俄佩来演唱，她唱了一首赞美农业女神得墨忒耳的歌，最后山林仙女们一致判定由缪斯获胜。落败了的皮厄里得斯九姐妹很不服气，便开始对缪斯谩骂起来，因此激怒了缪斯，缪斯将她们9人变成了喜鹊。
皮厄鲁斯将缪斯九姐妹的名字分别赐予了皮厄里得斯九姐妹，在她们变成了鸟后，缪斯女神将她们分别叫做：
1. 科里姆芭斯（Colymbas）
2. 印克斯（lyngx）
3. 森克里斯（Cenchris）
4. 希萨（Cissa）
5. 克洛里斯（Chloris）
6. 阿卡兰西斯（Acalanthis）
7. 内萨（Nessa）
8. 庇波（Pipo）
9. 多拉孔提斯（Dracontis）

皮厄里得斯九姐妹变成了鸟类中的一个新族，她们的名字分别为歪脖、野鸭、松鸦、金翅雀、绿鹊、绿黄色科鸣鸟等意思。